# انتسنرایت
انتسنرایت (به آلمانی: Enzenreith) یک منطقهٔ مسکونی در اتریش است که در ناحیه نوین‌کیرشن واقع شده‌است. انتسنرایت ۱٬۹۰۹ نفر جمعیت دارد.